# Беломорские петроглифы
Беломо́рские петро́глифы — наскальные изображения, памятники монументального изобразительного творчества первобытной эпохи, расположены в Беломорском районе Карелии, на островах реки Выг, датируются IV—III тысячелетием до нашей эры.

## Общие сведения
Археологический комплекс «Беломорские петроглифы» состоит из рисунков (выбивок) на скалах и более 30 стоянок древнего человека.
Беломорские петроглифы находятся в местечке Залавруга, на островах реки Выг, примерно в 6—8 км от впадения её в Белое море, вблизи деревни Выгостров. На западе и севере территория ограничена водохранилищами Выгостровской и Беломорской ГЭС, с юга — д. Выгостров и дорогой Сосновец — Беломорск, с востока — протокой Кислый Пудас. Чтобы добраться до места расположения петроглифов, нужно пройти по лесной тропе 1,3 км от специально оборудованной автостоянки вблизи автодороги Сосновец — Беломорск.
Археологический комплекс, находящийся на островах, получил статус историко-культурного назначения с целью защиты уникальных археологических памятников федерального значения (петроглифов, стоянок древнего человека) и их природного окружения. Возраст петроглифов, созданных древними людьми и открытых А. М. Линевским, — 4,5—5,5 тыс. лет.
Петроглифы обнаружены в низовьях реки Выг, на островах Шойрукшин, Ерпин Пудас, Большой Малинин и других. Всего здесь обнаружено 39 групп, включающих более 2000 отдельных фигур, отчётливо видны изображения людей и животных, сцены охоты, сражений и ритуальных шествий. Здесь находится самое древнее в Европе изображение человека на лыжах. Размеры фигур от 3 см до 3 м, размер основного количества фигур 15—60 см.
В ходе раскопок было найдено около 200 тыс. предметов: каменные изделия и их обломки, обломки керамики, предметы из железа, украшения из янтаря и бронзы и т. д.
Поставлены на государственный учёт в качестве памятников археологии государственного значения Постановлением Совета министров Карельской АССР № 199 от 21.04.1971. Земли археологического комплекса признаны землями историко-культурного назначения Постановлением Председателя Правительства РК № 221 от 09.04.1998.
В 2018 году Беломорские петроглифы включены в предварительный список объектов Всемирного наследия ЮНЕСКО. В июле 2021 года на 44-й сессии Комитета всемирного наследия ЮНЕСКО было принято решение включить их (наряду с Онежскими петроглифами) в этот список.
В 2020 году были анонсированы работы по благоустройству территории Беломорских петроглифов. На реконструкцию дороги, проектирование объектов инфраструктуры, в том числе моста через реку Кислый Пудас, входной зоны, кафе, магазина сувениров и мест проживания туристов выделены средства из федерального бюджета.

## Бесовы следки
Памятник 5-6 тысячелетия до н. э. «Бесовы следки» расположен близ Беломорска, у северной оконечности острова Шойрукша. Это прибрежная скала, покрытая знаками и разнообразными фигурами — главный экспонат филиала городского музея «Беломорские петроглифы». По нижнему краю скалы тянется цепочка из 8 следов босой ступни. Они заканчиваются фигурой так называемого «беса», стоящей с группой фигур. Учёные, изучавшие рисунки, считают «беса» хозяином или божеством, а скалу с рисунками — местом жертвоприношений.
Примерно в 400 метрах к востоку от Бесовых следков расположено другое скопление изображений — Ерпин Пудас.
Ещё одни наиболее интересные скопления петроглифов находятся в 1,5 км к северо-востоку от Следков — на Старой и Новой Залавруге. Залавруга оборудована для посещений.
В 2006 году в низовьях реки Выг обнаружили группу петроглифов «Золотец I» (свыше 50 фигур), названную по близлежащему порогу на реке Выг. В скоплении петроглифов первой половиной III тыс. до н. э. нашли необычное для Белого моря изображение водоплавающей птицы, голова которой помещена в овал, напоминающий яйцо. В сентябре 2019 года археологическая экспедиция ПетрГУ в районе Бесовых следков нашла наскальные изображения «Группа петроглифов Золотец II» — цепочку из трёх фигур лебедей, которые напоминают фигуры лебедей на Онежских петроглифах. Это может свидетельствовать о связях древних жителей Белого моря и Онежского озера. Шеи у птиц несколько удлинены по сравнению с их естественными пропорциями.

## Галерея
- Бесовы следки
- Бесовы следки
- Бесовы следки
- Бесовы следки